# Ensuite
Ensuite (Eigenschreibweise ensuite) ist eine Schweizer Kunst- und Kulturzeitschrift mit Kunst- und Veranstaltungskalender. Verlags- und Redaktionssitz ist Bern.
Die Zeitschrift gibt eine verkaufte Auflage von 10'000 Exemplaren und eine Reichweite von 39'000 Lesern an. Sie bezeichnet sich selbst als «die grösste Kulturzeitschrift der Schweiz».

## Geschichte
Ensuite wurde im Jahr 2002 von Lukas Vogelsang gegründet. Das Projekt erwies sich finanziell als schwierig, weil eine Startmithilfe-Finanzierung durch die öffentliche Hand weitgehend fehlte. Von der Auflage von 10'000 Exemplaren werden 2600 im Abonnement vertrieben, wobei der Wandel von einer Gratiszeitung zu einem Bezahlmagazin erst im Jahr 2014 stattfand. Seit 2017 wird die Zeitschrift auch in Deutschland und Österreich vertrieben.
Seit 2007 produzierte Ensuite neben der Berner auch eine Zürcher Ausgabe und einen separaten Kunstteil: ArtEnsuite. Diese wurden im Jahr 2014 in einer einzigen, nationalen, kostenpflichtigen und komplett überarbeiteten Produktion konsolidiert. Mit Tamedia wird eine Medienpartnerschaft gepflegt. Seit 2017 gibt es eine französische Zweigniederlassung in Môtier, Kanton Freiburg.

## Chefredaktor
- Lukas Vogelsang (seit 2003)

## Bekannte Mitarbeiter
- Thomas Kohler
- Regula Stämpfli[8]
- Ueli Zingg